# Agnes-Nicole Winter
Agnes-Nicole Winter, född 17 april 1956 (ursprungligen Agnes Cseh) i Ungern, är en svensk-amerikansk skådespelare och manusförfattare av ungerskt ursprung som driver filmproduktionsbolaget Global Star Films. Hon har även spelat in en låt som heter "A Real Man". Hösten 2009 var hon en av de tre deltagarna i såpan Svenska Hollywoodfruar på TV3. Hon är bosatt i Beverly Hills med sina två söner.
Hon är uppvuxen i Borås.

## Filmografi

### Roller
- 1987 - Terminal Exposure
- 1988 - The Invisible Kid
- 2009 - Valentine's Day
- 2009- The Gold & the Beautiful[6]

### Regi
- 2009- The Gold & the Beautiful[6]